# CQD
CQD är en tidigare brittisk nödsignal som också användes som morsekod. Morsekoden var (                                         ). CQD har påståtts betyda Come Quick Danger eller Come Quickly Distress men detta är en efterkonstruktion. Från början hade de flesta telegrafister sina rötter vid järnvägs- eller posttelegrafen. Där användes CQ som en allmän anropssignal till alla telegrafstationer. (På engelska uttalat [si:] [kju:], vilket låter ungefär som seek you, d.v.s. söker dig/er.) År 1904 kom därför Marconiföretagen med förslaget att använda CQ följt av D som nödsignal, där D  skulle stå för distress = nöd. Meningen med CQD skulle då vara Allmänt anrop, nöd.
CQD ersattes sedermera med den internationella nödsignalen SOS som från början togs fram i Tyskland. Sedan 1906 hade SOS varit den internationella nödsignalen, men i Storbritannien var man konservativa och fortsatte att använda CQD som nödsignal några år efter det att SOS blivit internationell antaget. När Titanic gick under 1912 sändes både nödsignalerna CQD och SOS för att så många mottagare som möjligt skulle uppfatta nödsituationen. Det var även detta år som USA officiellt antog SOS som nödsignal.